# Alexander Neibaur
Alexander Neibaur (ur. 8 stycznia 1808 w Ehrenbreitstein, zm. 15 grudnia 1883 w Salt Lake City) – amerykański lekarz, jedna z postaci we wczesnej historii Kościoła Jezusa Chrystusa Świętych w Dniach Ostatnich (mormonów).

## Życiorys
Urodził się w Ehrenbreitstein, od 1815 należącym do Królestwa Prus. Pochodził z rodziny żydowskiej, był synem Nathana Neibaura i Rebeki Peretz Samuel. Odebrał edukację religijną, miał zostać rabinem. Podjął studia na Uniwersytecie Berlińskim, kształcił się tam w zakresie dentystyki (1822-1825). W 1830 wyemigrował do Wielkiej Brytanii, osiadł w Preston w hrabstwie Lancashire, gdzie otworzył własną praktykę dentystyczną. Zetknął się z niedawno zorganizowanym Kościołem Jezusa Chrystusa Świętych w Dniach Ostatnich, został ostatecznie członkiem tej wspólnoty religijnej. Ochrzczony został 9 kwietnia 1838 przez Isaaca Russella. Wyjechał następnie do Stanów Zjednoczonych, do Nauvoo, ówczesnego centrum ruchu świętych w dniach ostatnich dotarł 18 kwietnia 1841. Pracował przy budowie świątyni mormońskiej w tym mieście. Wyświęcony na starszego przez Willarda Richardsa, 18 stycznia 1843, na siedemdziesiątego wyświęcony już w kolejnym roku. Dołączył do fali mormońskiej migracji na zachód, do doliny Wielkiego Jeziora Słonego dotarł 24 września 1848.
Zmarł w Salt Lake City. Był pierwszym żydowskim konwertytą, który przeszedł na mormonizm. Jego wnukiem był historyk i językoznawca Hugh Nibley, jeden z czołowych przedstawicieli mormońskiej apologetyki.